# Noord-Slavische talen

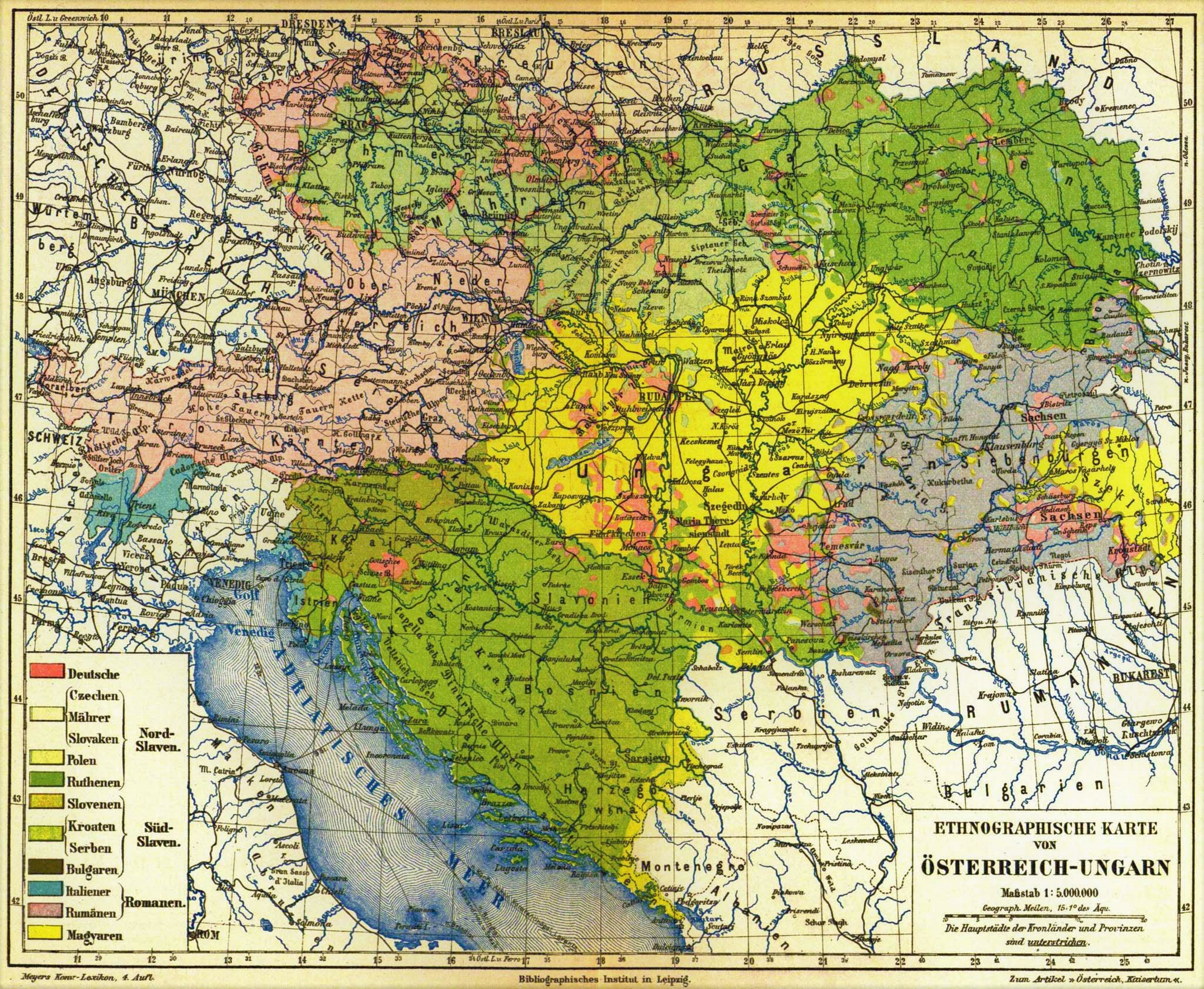
Het gebruik van de term "Noord-Slaven" als collectieve benaming voor West- en Oost-Slaven op een oude kaart van de Oostenrijks-Hongaarse Dubbelmonarchie

De term Noord-Slavische talen wordt soms door slavisten gebruikt als gemeenschappelijke benaming voor de West- en Oost-Slavische talen, in oppositie tot de Zuid-Slavische talen. De onderverdeling tussen Oost- en West-Slavisch enerzijds en Zuid-Slavisch anderzijds is niet algemeen geaccepteerd en wordt bij de classificatie van de Slavische talen normaal gesproken achterwege gelaten. Daar het Zuid-Slavisch echter in de 9de eeuw van de resterende Slavische dialecten werd gescheiden door de inval van de Magyaren en de West- en Oost-Slavische talen op enkele belangrijke punten overeenkomsten vertonen, wordt het begrip "Noord-Slavisch" dikwijls gebruikt als overkoepelende term.
Sommige slavisten zijn van mening dat een afzonderlijke, Noord-Slavische groep binnen de Slavische talen werkelijk bestaan heeft. Deze zou thans uitgestorven Slavische dialecten omvatten, die noch tot het West-Slavisch, noch tot het Oost-Slavisch kunnen worden gerekend. De dialecten gesproken in de nabijheid van Novgorod, waarin Oerslavische archaïsmen voorkomen die in geen enkele andere Slavische taal behouden zijn gebleven, zouden daarvan een overblijfsel zijn geweest.
Er bestaat ook een groep van circa tien kunsttalen die zich Noord-Slavisch noemen. De auteurs hiervan laten zich inspireren door het bestaan van West-, Oost- en Zuid-Slavische talen en de afwezigheid van een Noord-Slavische groep. Dikwijls hebben deze talen een experimenteel karakter; zij veronderstellen in meer of mindere mate een invloed van de Fins-Oegrische, de Germaanse en/of de Baltische talen. De bekendse voorbeelden zijn het Sevorisch (Sievrøsku), het Nassisch (Nasika), het Vozgisch (Vŭozgašchai),  het Lydnevi en het Novegradisch (Novegradeskej lizike). Hoewel de auteurs van deze talen onafhankelijk van elkaar te werk gingen, en niet van elkaars verrichtingen op de hoogte waren, vertonen deze talen op enkele belangrijke punten overeenkomsten.